# Rudolf Ruschel
Rudolf Ruschel (* 1986 in Neunkirchen, Österreich) ist ein österreichischer Autor. Sein Debütroman Ruhet in Friedberg erschien 2020 im btb Verlag. Er veröffentlicht auch unter dem Pseudonym Henri Faber.

## Leben
Rudolf Ruschel wuchs in der niederösterreichischen Stadt Wiener Neustadt auf. Nach der Reifeprüfung studierte er Publizistik- und Kommunikationswissenschaft sowie Theater-, Film- und Medienwissenschaft an der Universität Wien.
Seit 2013 lebt Ruschel in Hamburg und ist als Werbetexter tätig.

## Werke und Rezeption
Als Autor erhielt er 2013 erste Anerkennungen. Mit seiner Kurzgeschichte Brief an Karols Mutter gewann er den 1. Platz des Buchjournal-Schreibwettbewerbs. Mit der Kurzgeschichte Plastikkugeln war er Finalist des FM4-Wortlaut-Literaturpreises 2013. 2020 folgte die Veröffentlichung seines Debütromans Ruhet in Friedberg. In der deutschen Presse fanden sich überwiegend positive Besprechungen. Die Zeitschrift Gala urteilte: „Rudolf Ruschel hat als Debüt einen grandios absurden Krimi über ein paar Dorfschlawiner in bestem österreichischem Slang geschrieben.“ Brigitte online schrieb: „Ruhet in Friedberg ist ein rabenschwarzer Krimi mit herrlich schrulligen Figuren, ganz eigenem Sound und bitterbösen Wendungen. Humor und Spannung haben selten so gut harmoniert“. Dort wurde der Roman zu den 25 spannendsten Krimis und Thrillern gezählt. Das Hamburger Abendblatt befand, dass der Roman voll von schwarzem Humor stecke und eine Kriminalgroteske sei. Auch in der Schweizer Presse wurde das Buch positiv besprochen. Hanspeter Eggenberger vom Tages-Anzeiger kürte das Buch zum Krimi der Woche und befand: „Schwarzer Humor aus der österreichischen Provinz, raffiniert angerichtet.“ Andreas Eschbach empfahl den Krimi im Buchjournal als Buch, das man „jetzt oder später unbedingt lesen“ sollte. In der österreichischen Presse merkte Mathias Ziegler von der Wiener Zeitung an, dass der Autor vor allem die Figuren der Bestatter „[…] mit besonders viel Liebe zum Detail durch den Kakao zieht“. Im österreichischen Rundfunk meint Andreas Gstettner-Brugger bei FM4, dem Jugendkulturradiosender des Österreichischen Rundfunks, dass der Roman „unter der schwarzhumorigen Oberfläche am perfekten österreichischen Gesellschaftsbild“ kratze und das es viel Spaß mache, „dem Plot voller Überraschungen und unvorhergesehenen Wendungen zu folgen“.
Ruhet in Friedberg wurde als Bühnenstück adaptiert und im März 2025 vom Bremer Kriminal Theater uraufgeführt.

## Auszeichnungen und Preise
- Gewinner Buchjournal-Schreibwettbewerb 2013 für die Kurzgeschichte Brief an Karols Mutter[4]
- Finalist FM4-Wortlaut 2013 für die Kurzgeschichte Plastikkugeln[5]
- Shortlist Literaturpreis Harzer Hammer 2020 für Ruhet in Friedberg[16]
- Shortlist GLAUSER-Preis 2021 in der Kategorie „Debüt-Kriminalroman“ für Ruhet in Friedberg[17]
- Shortlist LovelyBooks Leserpreis 2021 in der Kategorie „Krimi & Thriller“ für Ausweglos[18]
- Shortlist Viktor Crime Award 2022 für Kaltherz[19]
- Shortlist LovelyBooks Leserpreis 2022 in der Kategorie „Krimi & Thriller“ für Kaltherz[20]
- Shortlist Crime Cologne Award 2024 für Gestehe[21]
- Shortlist GLAUSER-Preis 2025 in der Kategorie "Roman" für Gestehe[22]

## Veröffentlichungen

### Als Rudolf Ruschel
- Plastikkugeln. Kurzgeschichte. In: Zita Bereuter, Martina Bauer (Hrsg.): Klick. Wortlaut FM4 2013, Luftschachtverlag, Wien 2013, ISBN 978-3-902844-28-6.
- Ruhet in Friedberg. Kriminalroman. btb Verlag, München 2020, ISBN 978-3-442-71901-3.

### Als Henri Faber
- Ausweglos. Thriller. dtv Verlag, München 2021, ISBN 978-3-423-21977-8.
- Kaltherz. Thriller. dtv Verlag, München, 2022, ISBN 978-3-423-22012-5.
- Gestehe. Thriller. dtv Verlag, München, 2024, ISBN 978-3-423-26380-1.
- Locked in. Thriller. dtv Verlag, München, 2025, ISBN 978-3-423-26423-5.